# Liste der Kulturgüter in Ingenbohl
Die Liste der Kulturgüter in Ingenbohl enthält alle Objekte in der Gemeinde Ingenbohl im Kanton Schwyz, die gemäss der Haager Konvention zum Schutz von Kulturgut bei bewaffneten Konflikten, dem Bundesgesetz vom 20. Juni 2014 über den Schutz der Kulturgüter bei bewaffneten Konflikten sowie der Verordnung vom 29. Oktober 2014 über den Schutz der Kulturgüter bei bewaffneten Konflikten unter Schutz stehen.
Objekte der Kategorie A sind im Gemeindegebiet nicht ausgewiesen, Objekte der Kategorie B sind vollständig in der Liste enthalten, Objekte der Kategorie C fehlen zurzeit (Stand: 1. Januar 2023). Unter übrige Baudenkmäler sind zusätzliche Objekte zu finden, die gemäss Angaben des kantonalen Denkmalschutzes als geschützte Denkmäler eingestuft wurden und nicht bereits in der Liste der Kulturgüter enthalten sind.

## Kulturgüter
| Foto |                                                                              | Objekt                                                                              | Kat. | Typ | Standort                                              | Beschreibung |
| ---- | ---------------------------------------------------------------------------- | ----------------------------------------------------------------------------------- | ---- | --- | ----------------------------------------------------- | --- |
| ja   | Datei hochladen · Wikidata zu Mittelalterliche Letzi / Palisaden (Q29881595) | Mittelalterliche Letzi / Palisaden KGS-Nr.: 04806                                   | A    | F   | Brunnen, Gersauerstrasse 688600 / 205549              | Ein kleiner Abschnitt der Letzimauer bei den Häusern Gersauerstrasse 12 und 14; die Mauer wurde grösstenteils abgetragen.                |
| ja   | Datei hochladen · Wikidata zu Bahnhof Brunnen (Q186519)                      | Bahnhof Brunnen KGS-Nr.: 04803                                                      | B    | G   | Brunnen, Bahnhofstrasse 46 689090 / 206019            | |
| ja   | Datei hochladen · Wikidata zu Haus Grand Palais (Q29881629)                  | Haus Grand Palais KGS-Nr.: 04805                                                    | B    | G   | Brunnen, Grand Palais 1 689004 / 205310               | Das ehemalige Grand Hotel au Lac, erbaut 1904, wurde im Jahr 2002 saniert und zu einer Residenz umgebaut.                                |
| ja   | Datei hochladen · Wikidata zu Haus (Hotel Waldstätterhof) (Q29881619)        | Haus (Hotel Waldstätterhof) KGS-Nr.: 04807                                          | B    | G   | Brunnen, Waldstätterquai 6 688615 / 205406            | |
| ja   | Datei hochladen · Wikidata zu Wylerbrücke (Q29881639)                        | Wylerbrücke KGS-Nr.: 04808                                                          | B    | G   | Brunnen, Wylenstrasse 688667 / 206424                 | 2008 wurde die Wylerbrücke für den Hochwasserschutz um 1,2 Meter angehoben.                                                              |
| ja   | Datei hochladen · Wikidata zu Pfarrkirche St. Leonhard (Q29881637)           | Pfarrkirche St. Leonhard KGS-Nr.: 04809                                             | B    | G   | Brunnen, Klosterstrasse 4 689480 / 206170             | |
| ja   | Datei hochladen · Wikidata zu Haus (Theresianum) (Q29881624)                 | Haus (Theresianum) KGS-Nr.: 04810                                                   | B    | G   | Brunnen, Klosterstrasse 14 689500 / 205800            | Die Grundsteinlegung des Jugendstilbaus auf dem Klosterhügel erfolgte 1888.                                                              |
| ja   | Datei hochladen · Wikidata zu Kapelle St. Wendelin (Q29881633)               | Kapelle St. Wendelin KGS-Nr.: 04811                                                 | B    | G   | Unterschönenbuch, Unterschönenbuch 1a 690670 / 205973 | |
| BW   | Datei hochladen · Wikidata zu Kapelle St. Laurentius (Q29881631)             | Kapelle St. Laurentius KGS-Nr.: 04812                                               | B    | G   | Brunnen, Wylen 12 689005 / 206832                     | |
| BW   | Datei hochladen · Wikidata zu Institut Ingenbohl, Archiv (Q27481494)         | Archiv Institut Ingenbohl, Barmherzige Schwestern vom heiligen Kreuz KGS-Nr.: 08915 | B    | S   | Brunnen, Klosterstrasse 10 689613 / 206055            | |
| BW   | Datei hochladen · Wikidata zu Beinhaus (Q29881594)                           | Beinhaus KGS-Nr.: 12836                                                             | B    | G   | Brunnen, Klosterstrasse 4a 689520 / 206167            | |
| ja   | Datei hochladen · Wikidata zu Dorfkapelle Brunnen (Q29881596)                | Dorfkapelle Brunnen KGS-Nr.: 12837                                                  | B    | K   | Brunnen, Dorfplatz 1 688736 / 205445                  | |
| ja   | Datei hochladen · Wikidata zu Haus (Q29881609)                               | Haus KGS-Nr.: 12838                                                                 | B    | G   | Brunnen, Bahnhofstrasse 1 688742 / 205461             | Die Rütli-Apotheke wurde nach dem Dorfbrand von 1620 auf den Grundmauern neu aufgebaut.                                                  |
| ja   | Datei hochladen · Wikidata zu Haus (Q29881599)                               | Haus KGS-Nr.: 12839                                                                 | B    | G   | Brunnen, Bahnhofstrasse 12 688780 / 205471            | Das Haus Stieger bildet den nördlichen Abschluss des «Schiltä Nüüni».                                                                    |
| ja   | Datei hochladen · Wikidata zu Haus (Q29881600)                               | Haus KGS-Nr.: 12840                                                                 | B    | G   | Brunnen, Bahnhofstrasse 31 688890 / 205769            | |
| BW   | Datei hochladen · Wikidata zu Haus (Q29881610)                               | Haus KGS-Nr.: 12841                                                                 | B    | G   | Brunnen, Feldweg 21 690750 / 206809                   | |
| BW   | Datei hochladen · Wikidata zu Haus (Q29881603)                               | Haus KGS-Nr.: 12842                                                                 | B    | G   | Brunnen, Schillerweg 5 687670 / 206229                | |
| BW   | Datei hochladen · Wikidata zu Haus (Q29881605)                               | Haus KGS-Nr.: 12843                                                                 | B    | G   | Brunnen, Schränggigenstrasse 29 689520 / 207420       | |
| BW   | Datei hochladen · Wikidata zu Haus (Q29881606)                               | Haus KGS-Nr.: 12844                                                                 | B    | G   | Brunnen, Unterschönenbuch 14, 16 690980 / 206020      | |
| ja   | Datei hochladen · Wikidata zu Haus (Gasthaus zur Taube) (Q29881612)          | Haus (Gasthaus zur Taube) KGS-Nr.: 12845                                            | B    | G   | Brunnen, Bahnhofstrasse 4 688771 / 205434             | Nach Grossbrand 2004 wieder aufgebaut |
| BW   | Datei hochladen · Wikidata zu Haus (Grabachern) (Q29881615)                  | Haus (Grabachern) KGS-Nr.: 12846                                                    | B    | G   | Brunnen, Gätzlistrasse 50 690802 / 206171             | |
| ja   | Datei hochladen · Wikidata zu Haus (Hotel Rütli) (Q29881618)                 | Haus (Hotel Rütli) KGS-Nr.: 12847                                                   | B    | G   | Brunnen, Bahnhofstrasse 10 688779 / 205462            | |
| ja   | Datei hochladen · Wikidata zu Haus (Hotel Weisses Rössli) (Q29881622)        | Haus (Hotel Weisses Rössli) KGS-Nr.: 12848                                          | B    | G   | Brunnen, Bahnhofstrasse 8 688776 / 205453             | Nach Grossbrand 2004 wieder aufgebaut |
| ja   | Datei hochladen · Wikidata zu Haus (Restaurant Poststübli) (Q29881623)       | Haus (Restaurant Poststübli) KGS-Nr.: 12849                                         | B    | G   | Brunnen, Bahnhofstrasse 6 688770 / 205446             | |
| ja   | Datei hochladen · Wikidata zu Haus (Villa Schoeck) (Q29881627)               | Villa Schoeck KGS-Nr.: 12850                                                        | B    | G   | Brunnen, Gütschweg 8 688919 / 205392                  | Der Kunstmaler Alfred Schoeck baute sich 1881 eine Villa mit, an einmaliger Lage, auf dem Gütsch in Brunnen.                             |
| ja   | Datei hochladen · Wikidata zu Pfarrhaus (Q29881634)                          | Pfarrhaus KGS-Nr.: 12851                                                            | B    | G   | Brunnen, Klosterstrasse 6 689560 / 206150             | Das katholische Pfarrhaus wurde 1725 erbaut. Die Treppengeländer, Kassettendecke und Stuckaturverzierungen stammen noch aus der Bauzeit. |
| ja   | Datei hochladen · Wikidata zu Sigristenhaus (Q29881638)                      | Sigristenhaus KGS-Nr.: 12852                                                        | B    | G   | Brunnen, Am Karren 5 689417 / 206145                  | |

## Übrige Baudenkmäler
| ID     | Foto |                                                                 | Objekt                                 | Typ | Standort                                         | Beschreibung |
| ------ | ---- | --------------------------------------------------------------- | -------------------------------------- | --- | ------------------------------------------------ | ------------ |
| 03.002 | ja   | Datei hochladen                                                 | Haus                                   | G   | Brunnen, Axenstrasse 4a, 4b, 4c 688970 / 205279  |              |
| 03.005 | ja   | Datei hochladen                                                 | Hotel Belvedere                        | G   | Brunnen, Gütschweg 6 688870 / 205449             |              |
| 03.006 | ja   | Datei hochladen                                                 | Hotel Schmid                           | G   | Brunnen, Axenstrasse 5 688810 / 205409           |              |
| 03.008 | ja   | Datei hochladen                                                 | Alte Post                              | G   | Brunnen, Waldstätterquai 2 688710 / 205410       |              |
| 03.010 | ja   | Datei hochladen                                                 | Haus                                   | G   | Brunnen, Eisengasse 3 688712 / 205501            |              |
| 03.011 | ja   | Datei hochladen                                                 | Haus                                   | G   | Brunnen, Gersauerstrasse 4 688687 / 205490       |              |
| 03.012 | ja   | Datei hochladen                                                 | Park Hotel                             | G   | Brunnen, Gersauerstrasse 8 688680 / 205670       |              |
| 03.013 | ja   | Datei hochladen                                                 | Haus                                   | G   | Brunnen, Gersauerstrasse 12 688600 / 205559      |              |
| 03.014 | ja   | Datei hochladen                                                 | Haus                                   | G   | Brunnen, Gersauerstrasse 14 688580 / 205579      |              |
| 03.015 | ja   | Datei hochladen                                                 | Restaurant Viktoria                    | G   | Brunnen, Hafenstrasse 8 688350 / 205559          |              |
| 03.024 | ja   | Datei hochladen                                                 | Haus                                   | G   | Brunnen, Bahnhofstrasse 5 688750 / 205485        |              |
| 03.025 | ja   | Datei hochladen                                                 | Hotel Löwen                            | G   | Brunnen, Bahnhofstrasse 9 688770 / 205510        |              |
| 03.026 | ja   | Datei hochladen                                                 | Haus                                   | G   | Brunnen, Bahnhofstrasse 14 688788 / 205479       |              |
| 03.027 | ja   | Datei hochladen                                                 | Gasthaus Ochsen                        | G   | Brunnen, Bahnhofstrasse 18 688810 / 205499       |              |
| 03.028 | ja   | Datei hochladen · Wikidata zu Kapelle 14 Nothelfer (Q120752539) | Kapelle 14 Nothelfer                   | G   | Brunnen, Alte Gasse 5.1 688872 / 205506          |              |
| 03.029 | ja   | Datei hochladen                                                 | Alte Sust / Wohnhaus                   | G   | Brunnen, Suststrasse 3 688880 / 205599           |              |
| 03.030 | ja   | Datei hochladen                                                 | Haus                                   | G   | Brunnen, Bahnhofstrasse 22 688826 / 205569       |              |
| 03.031 | ja   | Datei hochladen                                                 | Haus                                   | G   | Brunnen, Bahnhofstrasse 32 688880 / 205669       |              |
| 03.035 | ja   | Datei hochladen · Wikidata zu Reformierte Kirche (Q55381031)    | Reformierte Kirche                     | G   | Brunnen, Alte Kantonsstrasse 8 689130 / 205930   |              |
| 03.036 | ja   | Datei hochladen                                                 | Schulhaus                              | G   | Brunnen, Schulhausplatz 6 689290 / 205890        |              |
| 03.038 | ja   | Datei hochladen                                                 | Haus zur Mühle                         | G   | Brunnen, Kirchweg 5 689375 / 206122              |              |
| 03.044 | ja   | Datei hochladen                                                 | Haus                                   | G   | Brunnen, Klosterstrasse 7 689562 / 206225        |              |
| 03.045 | BW   | Datei hochladen                                                 | Altes Bürgerheim                       | G   | Brunnen, Mettlenweg 1 689260 / 206180            |              |
| 03.049 | BW   | Datei hochladen                                                 | Haus                                   | G   | Brunnen, Unterschönenbuch 22, 24 690980 / 205970 |              |
| 03.050 | BW   | Datei hochladen                                                 | Haus                                   | G   | Brunnen, Unterschönenbuch 11 690743 / 206144     |              |
| 03.052 | BW   | Datei hochladen                                                 | Haus                                   | G   | Brunnen, Unterschönenbuch 9 690720 / 206093      |              |
| 03.053 | BW   | Datei hochladen                                                 | Kapelle St. Apollonia (Zahnwehkapelle) | G   | Brunnen, Unterschönenbuch 19.4 691003 / 206214   |              |
| 03.055 | BW   | Datei hochladen                                                 | Haus                                   | G   | Brunnen, Feldweg 15 690505 / 206762              |              |

Legende: Siehe Legende der Liste der Kulturgüter von nationaler und regionaler Bedeutung. Anstelle der KGS-Nummer wird als Objekt-Identifikator (ID) die Nummer im Kantonalen Schutzinventar (KSI) verwendet.